# Kreis Halberstadt
| Kreis Halberstadt                         | Kreis Halberstadt                             |
| ----------------------------------------- | --------------------------------------------- |
| Wappen                                    |                                               |
| Bezirk der DDR                            | Magdeburg                                     |
| Kreisstadt                                | Halberstadt                                   |
| Fläche                                    | 665 km² (1989)                                |
| Einwohner                                 | 88.604 (1989)                                 |
| Bevölkerungsdichte                        | 133 Einwohner/km² (1989)                      |
| Kfz-Kennzeichen                           | H und M (1953–1990) HD, HE und MD (1974–1990) |
|                                           |                                               |
| Der Kreis Halberstadt im Bezirk Magdeburg |                                               |

Der Kreis Halberstadt war ein Landkreis im Bezirk Magdeburg der DDR. Ab 1990 bestand er als Landkreis Halberstadt im Land Sachsen-Anhalt fort. Sein Gebiet liegt heute im Landkreis Harz in Sachsen-Anhalt. Der Sitz der Kreisverwaltung befand sich in Halberstadt.

## Geographie
Der Kreis lag an der innerdeutschen Grenze im nördlichen Harzvorland. Im Norden wurde der Kreis vom Großen Bruch begrenzt. Durch die Mitte des Kreises verlief der Höhenzug Huy. Der Kreis grenzte im Uhrzeigersinn im Norden beginnend an die (Land-)Kreise Wolfenbüttel, Helmstedt, Oschersleben, Aschersleben, Quedlinburg, Wernigerode, Goslar, Wolfenbüttel und Helmstedt.

## Geschichte
Am 25. Juli 1952 kam es in der DDR zu einer umfangreichen Verwaltungsreform, bei der unter anderem die Länder der DDR ihre Bedeutung verloren und neue Bezirke eingerichtet wurden. Aus der bis dahin kreisfreien Stadt Halberstadt und aus Teilen der Landkreise Oschersleben und Wernigerode wurde der neue Kreis Halberstadt gebildet. Der Kreis wurde dem neugebildeten Bezirk Magdeburg zugeordnet. Am 1. Januar 1957 wechselten die Gemeinden Heudeber, Langeln und Wasserleben aus dem Kreis Halberstadt in den Kreis Wernigerode.
Am 17. Mai 1990 wurde der Kreis in Landkreis Halberstadt umbenannt. Anlässlich der Wiedervereinigung der beiden deutschen Staaten wurde der Landkreis 1990 dem wiedergegründeten Land Sachsen-Anhalt zugesprochen. Bei der Kreisreform, die am 1. Juli 2007 in Kraft trat, ging er im heutigen Landkreis Harz auf.

## Einwohnerentwicklung
| Jahr      | 1960    | 1971   | 1981   | 1989   |
| Einwohner | 105.636 | 98.973 | 91.918 | 88.604 |

## Städte und Gemeinden
Dem Kreis Halberstadt gehörten die folgenden Städte und Gemeinden an:
| - Aderstedt - Anderbeck - Aspenstedt - Athenstedt - Badersleben - Berßel - Bühne - Danstedt - Dardesheim, Stadt - Dedeleben - Deersheim | - Deesdorf - Dingelstedt - Dreirode - Eilenstedt - Eilsdorf - Emersleben - Groß Quenstedt - Halberstadt, Stadt - Harsleben - Hessen - Huy-Neinstedt | - Klein Quenstedt - Langenstein - Lüttgenrode - Mahndorf - Nienhagen - Osterode - Osterwieck, Stadt - Pabstorf - Rhoden - Rodersdorf - Rohrsheim | - Sargstedt - Schauen - Schlanstedt - Schwanebeck, Stadt - Stötterlingen - Ströbeck - Veltheim - Vogelsdorf - Wegeleben, Stadt - Westerburg - Zilly |

- Deesdorf wurde am 1. Dezember 1973 nach Wegeleben eingemeindet.
- Dreirode hieß seit dem 1. September 1990 Wülperode.
- Mahndorf wurde am 1. Dezember 1973 nach Langenstein eingemeindet.
- Stötterlingen wurde am 1. Juli 1973 nach Lüttgenrode eingemeindet.
- Emersleben gehörte zunächst zu Groß Quenstedt und bildete seit dem 1. Mai 1984 eine eigene Gemeinde.
- Osterode war vom 1. Juni 1973 bis zum 12. Juni 1990 ein Ortsteil von Veltheim.
- Westerburg wurde am 1. April 1973 nach Dedeleben eingemeindet.

## Wirtschaft
Wichtige Betriebe waren
- VEB Gelenkwellenwerk Halberstadt
- VEB Maschinenbau Halberstadt
- VEB Wohnungsbaukombinat Halberstadt
- VEB Halberstädter Fleischwaren
- VEB Sitzmöbelwerk Halberstadt
- VEB Harzbrauerei Halberstadt
- VEB Kleinmöbelbau Wegeleben
- VEB Zementwerk Schwanebeck

## Verkehr
Für den überregionalen Straßenverkehr wurde das Kreisgebiet durch die F 79 Richtung Quedlinburg, die F 81 von Magdeburg über Halberstadt nach Nordhausen, die F 244 von Dedeleben über Dardesheim nach Wernigerode und die F 245 von Halberstadt nach Haldensleben erschlossen.
Dem Eisenbahnverkehr dienten die Strecken Halle–Halberstadt, Magdeburg–Halberstadt–Thale, Halberstadt–Blankenburg, Halberstadt–Wernigerode und Halberstadt–Dedeleben.

## Kfz-Kennzeichen
Den Kraftfahrzeugen (mit Ausnahme der Motorräder) und Anhängern wurden von etwa 1974 bis Ende 1990 dreibuchstabige Unterscheidungszeichen, die mit den Buchstabenpaaren HD, HE und MD begannen, zugewiesen. Die letzte für Motorräder genutzte Kennzeichenserie war HX 75-01 bis HX 99-99.
Anfang 1991 erhielt der Landkreis das Unterscheidungszeichen HBS.